# La Velilla (Segovia)
La Velilla es una localidad perteneciente al municipio de Pedraza, en la provincia de Segovia, comunidad autónoma de Castilla y León, España. En 2023 contaba con 90 habitantes.

## Toponimia
El nombre de La Velilla deriva del topónimo villiella o villilla, significa villa pequeña en comparación con la próxima Pedraza.
También pudiera derivar del antropónimo Vigila, nombre de persona de origen germánico latinizado que evolucionó en veila, vela y finalmente en Velilla.

## Historia

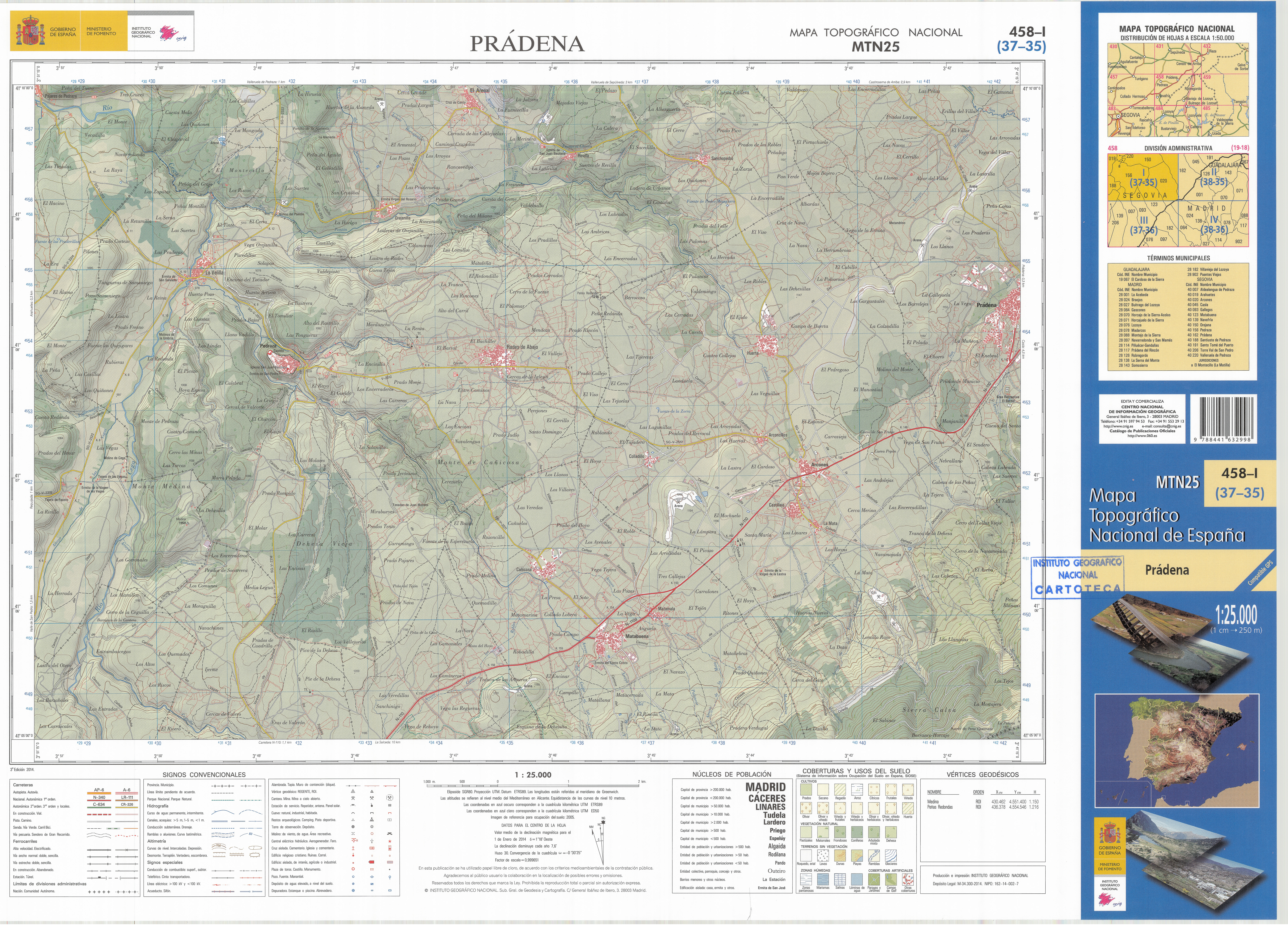
Fragmento de la hoja 483 del Mapa Topográfico Nacional de España de 2014 en el que se representa la localidad de La Velilla

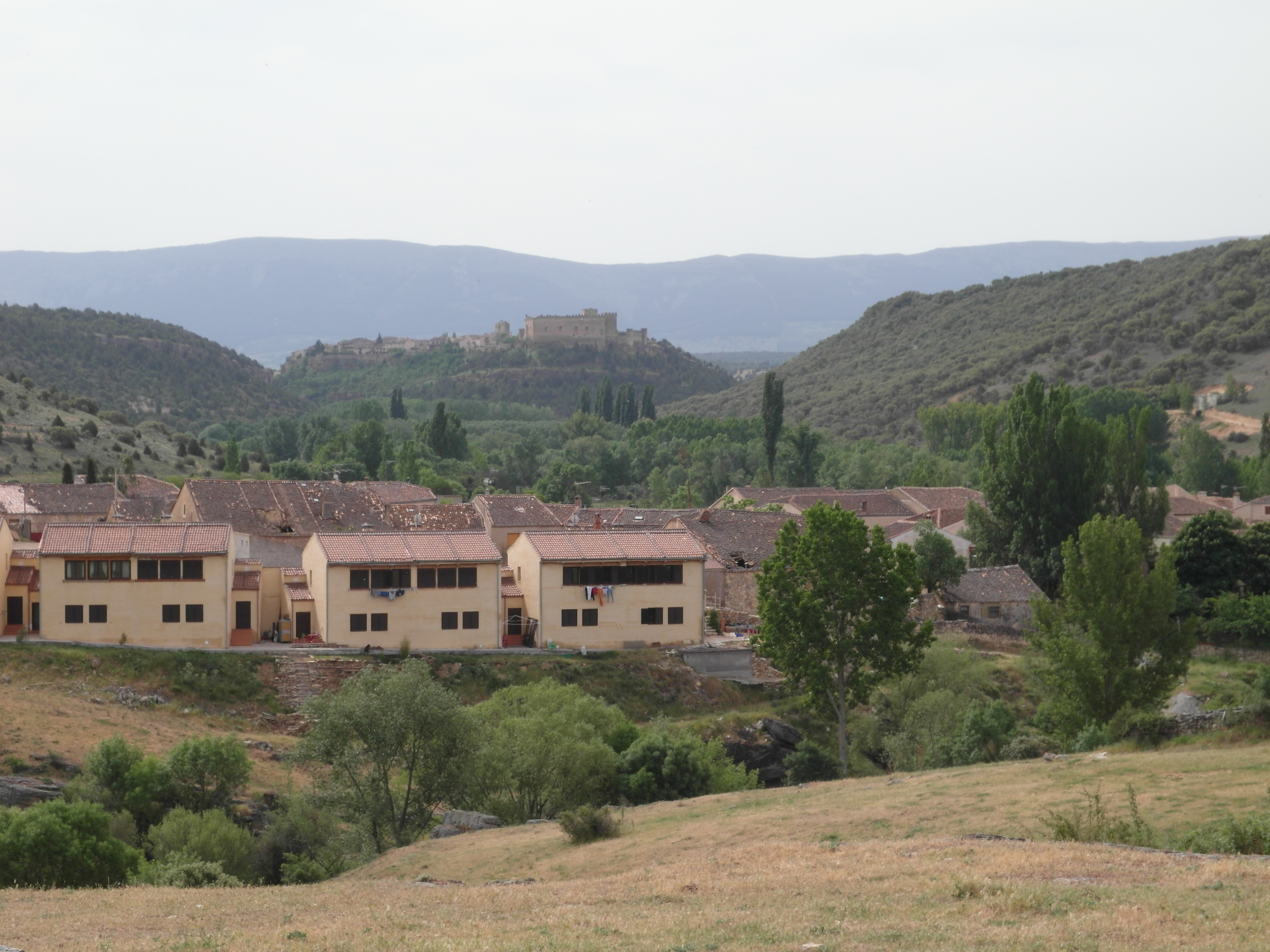
Casas de La Velilla, Pedraza al fondo

De fundación medieval, es parte de la Comunidad de Villa y Tierra de Pedraza desde su fundación, la cual abarca hoy 18 municipios y funciona como una institución administrativa de su patrimonio comunal.
En el siglo XIX existían un lavadero de lanas y dos batanes. En el siglo XVIII centra en decadencia debido a la crisis ganadera de toda la meseta. Muchas casas quedan abandonadas, acaban ruinosas y son vendidas a bajo precio. La actual recuperación económica llevada a cabo por el entorno de Pedraza fue reconocido por la fundación internacional Europa Nostra.
La Velilla pertenece en la actualidad al municipio de Pedraza.

## Demografía
| 110           | 109 | 112 | 110 | 106 | 105 | 98 | 90 | 87 | 86 | 83 | 85 |
| (Fuente: INE) |     |     |     |     |     |    |    |    |    |    |    |

## Cultura

### Patrimonio

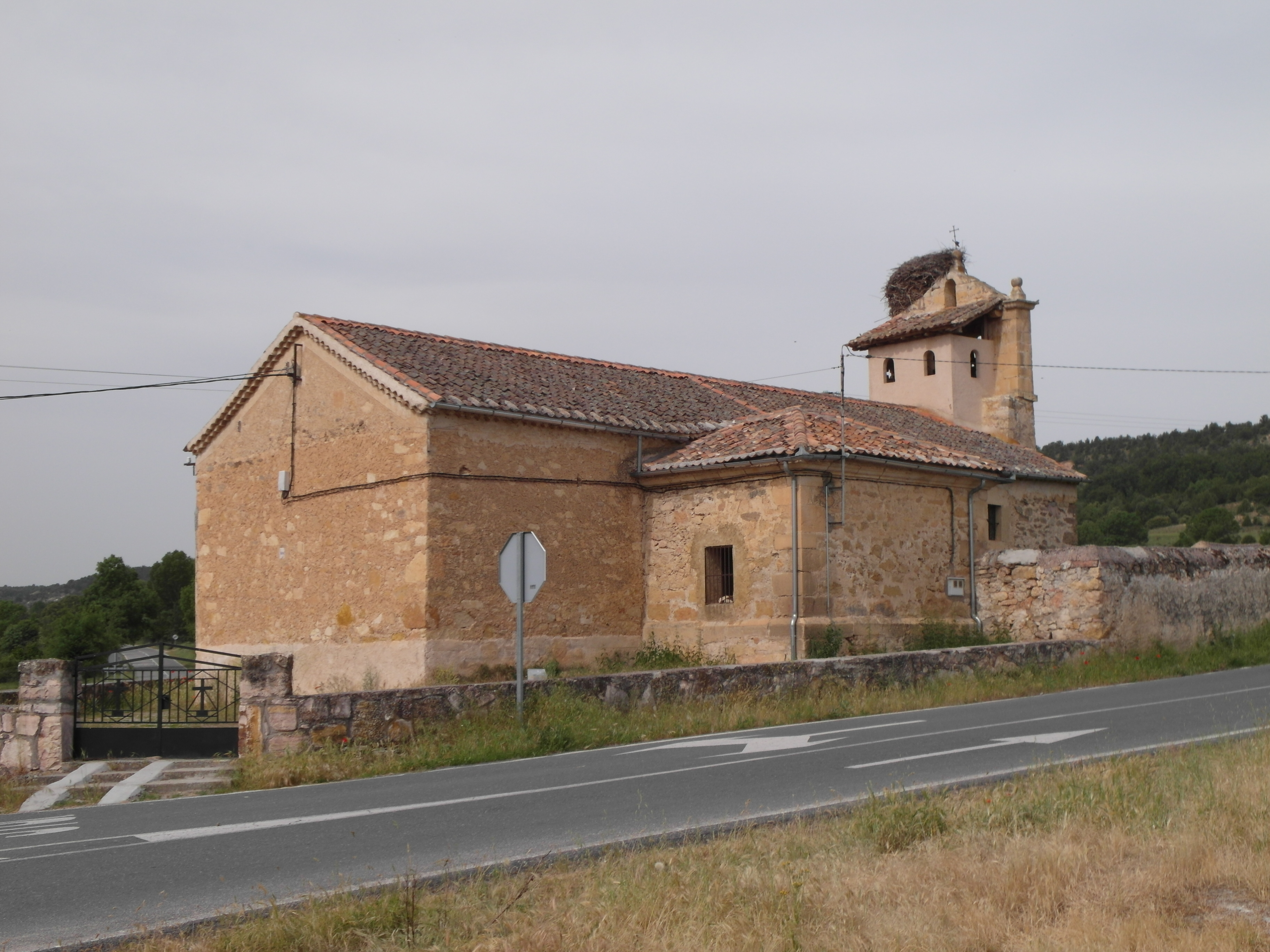
Ermita de San Salvador

- Ermita de San Salvador: situada junto al puente que da entrada al pueblo. Su construcción se remonta a época moderna. Conserva una talla de la Virgen del Rosario del siglo XVII.
- Puente sobre el río Cega;
- Restos del antiguo lavadero de lanas;
- Potro de herrar;
- Dos palomares, uno intacto y otro en ruinas;
- Molino de La Cubeta;
- Rutas de senderismo;
- Mirador de La Velilla;[6]
- Parajes naturales del arroyo del Vadillo y el río Cega.

### Fiestas
- San José, el 1 de mayo, era tradición instalar una cucaña del que se colgaba un jamón en lo más alto, para la persona que pudiese ascender hasta él;
- San Salvador, el 5 y 6 de agosto, se hace una caldereta popular organizada por la Asociación Cultural de la Velilla;
- Virgen del Rosario, el primer fin de semana de octubre;[2]

## Ilustres
- Juan de Antonio, de padres de La Velilla. Uno de los fundadores de Cabify;[7]
- Andrés Hernando, torero nacido en La Velilla en 1938.[8]